# Kidō keisatsu Patlabor: 98-shiki kidō seyo!
Kidō keisatsu Patlabor: 98-shiki kidō seyo! (機動警察パトレイバー９８式起動せよ！) est un jeu vidéo d'aventure sorti en 1992 sur Mega Drive. Le jeu a été développé et édité par Ma-Ba. Il est basé sur la série de manga Patlabor. Il est sorti uniquement au Japon.